# Café de la Régence
Café de la Régence i Paris var i lang tid i det 18. og 19. århundrede Europas skakcentrum, og alle tidens betydende og kendte skakspillere har spillet der.

## Historie
I 1681 blev cafeen åbnet under navnet Café de la Place du Palais-Royal som en af byens første kaffesaloner. I 1715 skiftede den navn til Café de la Régence. Fra omkring 1740 blev cafeen samlingssted for skakspillere, og den første store mester som frekventerede den var François-André Danican Philidor, af mange anset som tidens uofficielle verdensmester. Senere fulgte bl.a. Alexandre Deschapelles og dennes elev Louis de la Bourdonnais, som begge ansås for verdens bedste på deres tid.
Sit ry som skakmekka bevarede cafeen til langt ind i det 19. århundrede, bl.a. blev en berømt match afholdt her i 1843: Den lokale helt Pierre de Saint-Amant mod britiske Howard Staunton, tidens to stærkeste spillere. Staunton vandt matchen 13-8 og London overtog rollen som skakcentrum fra Paris.
Pga. ombygningen af Place du Palais-Royal i 1852 var cafeen nødt til at flytte, og endte i 1854 på Rue Saint-Honoré 161. Det var her amerikaneren Paul Morphy i 1858/1859 gjorde sit indtog i Paris og besejrede bl.a. den lokale professionelle skakspiller Daniel Harrwitz 5,5-2,5 i en match, som blev det sidste skakmæssige højdepunkt i caféens historie. Herefter fulgte en længere nedgangstid, hvor der stadig blev spillet skak – bl.a. afholdt man en korrespondancematch mod skakklubben i Skt. Petersborg (som endte uden afgørelse), ligesom den senere verdensmester Alexander Aljechin før 1. verdenskrig holdt til der. Men ved en ombygning til restaurant i 1910 ændrede stedet karakter, og i løbet af 1. verdenskrig skiftede størstedelen af skakspillerne til Café de l'Univers.

## Bøger
- Metzner, Paul: Crescendo of the Virtuoso, 1998
- Whyld, Ken: Chess christmas. Moravian Chess, Olomouc 2006. ISBN 80-7189-559-8.
- Walker, George: The Café de la Régence, i bogen Chess and Chess-Players, London 1850.

48°52′N 2°20′Ø / 48.86°N 2.34°Ø